# Никола Й. Вапцаров (булевард в София)
„Никола Й. Вапцаров“ е булевард в район „Лозенец“, София. Носи името на българския поет и комунист Никола Вапцаров.
Простира се между Южния парк на запад и района на Ловния парк на изток, източно от който се нарича бул. „Пейо К. Яворов“.

## Обекти
На бул. „Никола Й. Вапцаров“ или в неговия район се намират следните обекти (от запад на изток):
- TheCorner-Bar&Dinner (заведение в София);
- Южен парк;
- Клинична болница „Лозенец“;
- 6-о Помощно училище;
- ГДБОП НСС;
- Увеселителен парк „София Ленд“ (не функционира от 2006 г., предвижда се да бъде разрушен и заменен от бизнесцентрове);
- Институт по електропромишленост;
- ДМСГД „Св. Иван Рилски“;
- 174 ЦДГ „Фют“;
- Токуда болница;
- 45 Детска ясла;
- Тенис кортове;
- НПМГ „Акад. Любомир Чакалов“.